# Suite en concert pour violoncelle
La Suite en concert pour violoncelle est une œuvre pour violoncelle seul d'André Jolivet composée en 1965.

## Présentation
La Suite en concert pour violoncelle seul de Jolivet est composée en 1965 et créée le 18 janvier 1966 à Madrid par la violoncelliste Reine Flachot.
À l'instar de la Suite rhapsodique, composée la même année, la Suite en concert se signale « par une organisation clairement articulée tout en faisant référence aux genres et formes anciens ».
La suite comprend cinq mouvements :
1. Improvisation ;
2. Ballade ;
3. Air ;
4. Sérénade ;
5. Sonate.

La durée moyenne d'exécution de la Suite en concert est de seize minutes environ.